# 하기하라 다쓰로
하기하라 다쓰로(일본어: 萩原 達郎, 1982년 8월 6일 ~ )는 일본의 전 축구 선수이다.

## 구단 경력
과거 베갈타 센다이, 에히메 FC에서 활동하였다.